# 汉中路站
汉中路站位于中华人民共和国上海市静安区天目西路街道，恒丰路、恒通路、长安路附近，是上海地铁1号线、12号线与13号线的地铁换乘站，其中12、13号线开挖工程为上海市单体规模最大、开挖深度最深的地铁换乘枢纽工程，其换乘规模仅次于人民广场。

## 建设
汉中路站在建设上可分为两个阶段，第一阶段为1号线的站体，第二阶段为12号线以及13号线的站体，前者由上海市隧道公司施工，后者由上海市隧道工程轨道交通设计研究院设计，上海隧道股份施工。
1号线施工中，槽壁转角从上至下发生8米错位，泥沙涌入，经用铁板封堵，边挖土边压浆，堵住流沙。1号线的建设相对容易，施工时仅基坑南侧1米处有一幢六层楼民房，需对基坑底部地基加固注浆跟踪。车站仅用两年时间施工便完工。
12、13号线施工过程中共建设10个基坑，基坑总开挖面积近20000㎡，建设规模居上海轨道交通之最。施工过程中含水量极大的砂质层，施工方使用同步回灌法，即“隔”、“降”、“灌”基坑承压水危害综合治理体系。该施工方法由上海市科学技术委员会立项资助，并以汉中路站作为试点。使用该方法使得车站建设过程中实现了居民楼周边水位降落为零，降雨期间，居民楼沉降也为零的优异指标，之后的上海地铁工程也将采用这种工法。最终该车站于2011年开工，2014年完工。

## 车站结构
1号线车站设计为地下二层车站，开挖深度11.94m；12号线车站为地下四层车站，开挖深度 24.2m～26.3m；13号线车站设计为地下五层车站，开挖深度达到31.2m～33.1m。

### 车站楼层
汉中路站共有6层，其中1号线车站为地下二层结构，地下一层为1号线站厅，地下二层为1号线站台。12、13号线车站为地下五层结构，其中地下一层、二层为商业开发层，地下三层为站厅，地下四层为12号线站台和13号线设备层，地下五层为13号线站台。
| 地面层   | 出入口             | 1-7、10出入口                    |  |  |
| 地下一层 | 1号线站厅          | 票务服务、自动售票机、人工服务台 |  |  |
| 地下二层 |                    | █ 1号线 往富锦路（上海火车站）   |  |  |
|          | 岛式站台，左侧开门 |                                  |  |  |
|          |                    | █ 1号线 往莘庄（新闸路）         |  |  |
| 地下三层 | 12、13号线站厅     | 票务服务、自动售票机、人工服务台 |  |  |
| 地下四层 | 13号线设备层       |                                  |  |  |
|          | ③站台              | █ 12号线 往七莘路（南京西路）    |  |  |
|          | 岛式站台，左侧开门 |                                  |  |  |
|          | ④站台              | █ 12号线 往金海路（曲阜路）      |  |  |
| 地下五层 | ⑤站台              | █ 13号线 往金运路（江宁路）      |  |  |
|          | 岛式站台，左侧开门 |                                  |  |  |
|          | ⑥站台              | █ 13号线 往张江路（自然博物馆）  |  |  |

### 1号线部分
汉中路站1号线部分位于恒丰路以东，汉中路以南，梅园路以西，长安路以北，以深天蓝色为主色调。站厅位于地下1层，非付费区位于站厅北侧将付费区半包围，连接1-4号出口。付费区内南侧设有通往12、13号站厅的景观通道。此外站厅还设有《青春·太阳》瓷砖壁画，通过展示青年浮雕，体现出青年朝气蓬勃的理想追求，并与车站附近的青年活动中心呼应。
1号线站台位于地下2层，设有4组自动扶梯、楼梯和1组升降电梯连接站厅，升降电梯需预约使用。

### 12、13号线部分
12、13号线共用的站厅位于地下3层，面积12000平方米。站厅使用了金色吊顶铝板作为吊顶装饰，配合节能照明灯呈现出“水滴”造型，寓意上海都市人的快节奏生活。12、13号线站厅南侧为非付费区，连接6-10出站口；站厅北侧为主要为付费区，但设有独立的5号口.付费区北侧为通往1号线站厅的换乘长通道。
12、13号线站台位于站厅地下。两线呈立体十字交叉，其中12号线位于地下4层，13号线位于地下5层，均为岛式站台车站。12号站台设有3组自动扶梯和1组升降电梯通往站厅；13号线站台设有3组自动扶梯和1组升降电梯通往站厅。两个站台之间设有便捷换乘楼梯。

12-13号线换乘大厅全景

### 换乘
1号线与12、13号之间换乘需通过连接两者站厅的景观长通道，耗时需5-6分钟。景观长通道设有一副灯光装置作品《地下蝴蝶魔法森林》，灯光墙由ToMASTER制作，缘起于“庄周梦蝶”，用声、光、电、数码技术展现蝴蝶从“初生初见“到”蜕变成长”的生命历程。设计师把地下换乘大厅想象成“森林”，利用斜柱从地面引入五道阳光，洒进大厅，开创了一片“阳光魔法森林”。2015只蝴蝶都是按照真实蝴蝶的模样3D打印而成，后面都有一个LED彩灯，配合光电数码技术，变幻出18种颜色，寓意着到2020年将建成的18条上海地铁网络。。
12、13号线之间的换乘只需通过站台中部的快捷换乘楼梯即可完成，需时大约2、3分钟。

## 车站出口
汉中路站目前开放8个出入口，其中1-4号口连通1号线站厅，5-7、10号口连通12、13号线站厅，各出入口如下所示：
| 出口编号               | 出口指示               | 照片           |
| 连通 1号线站厅         | 连通 1号线站厅         | 连通 1号线站厅 |
| ---------------------- | ---------------------- | -------------- |
| 1 · 出口               | 汉中路，民立路         |                |
| 2 · 出口               | 梅园路                 |                |
| 3 · 出口               | 梅园路，长安路         |                |
| 4 · 出口               | 恒通路，恒丰路         |                |
| 连通 12号线 13号线站厅 |                        |                |
| 5 · 出口               | 恒通路，恒丰路         |                |
| 6 · 出口               | 梅园路，长安路         |                |
| 7 · 出口               | 梅园路，长安路         |                |
| 10 · 出口 · （设有）   | 恒通路，恒丰路，长安路 |                |
| 图例： 设有            |                        |                |

## 接驳交通

### 公交
723、722、741、104

## 地铁上盖
1号线汉中路的上盖包括上海青年文化活动中心、地铁旭汇大楼。12号线与13号线换乘大厅上面包括一幢127米高的高层建筑凯德星贸中心，地下二层、一层就是商业开发层，与地面部门组成一个商业大综合体，但也正是因为上盖的存在使得该站施工难度加大。